# Diocesi di Beth Nuhadra
La diocesi di Beth Nuhadra è una sede episcopale della Chiesa d'Oriente, storicamente documentata dal V al XIII secolo.

## Storia
La regione di Beth Nuhadra (o Ba Nuhadra), corrispondente al territorio della piana di Ninive, dette il nome ad una diocesi della Chiesa d'Oriente, attestata per la prima volta con il vescovo Isacco, presente al concilio di Seleucia-Ctesifonte nel 410. Lo stesso concilio annoverò la diocesi tra le suffraganee dell'arcidiocesi di Arbela, la cui metropolia copriva l'intera regione dell'Adiabene.
Non è facile sapere quale fosse la sede dei vescovi di Beth Nuhadra, che, secondo una tradizione leggendaria, si trovava a Tell Has, corrispondente all'odierna Tell Hisaf, a 6 chilometri da Alqosh. Nel corso del VI secolo il Beth Nuhadra fu diviso in due con la creazione della diocesi di Ninive, che comprendeva la parte meridionale e orientale della diocesi di Beth Nuhadra.
La cronotassi di Beth Nuhadra riporta una serie episcopale di poco più di 20 nomi fino al XIII secolo. Alcuni vescovi del IX secolo hanno il doppio titolo di vescovi di Ma'alta e Beth Nuhadra; Ma'alta era una località nei pressi di Dahuk. Tra i vescovi, il più conosciuto è Elia bar Sīnāyā, eletto metropolita di Nisibi nel 1008, autore ecclesiastico di notevole spessore, noto per i suoi dialoghi teologici con rappresentanti dell'islam.
La regione di Beth Nuhadra, dove numerosa era la presenza cristiana, era ricca di monasteri, noti dalle fonti letterarie antiche; i resti archeologici di alcuni di questi sono giunti fino ai nostri tempi. Fiey ne censisce sette, tra cui il monastero fondato tra VI e VII secolo da Iso'yaw, il monaco che secondo Fiey fu l'autore della Cronaca di Seert e del Liber castitatis.
Gli ultimi vescovi noti di Beth Nuhadra risalgono al XIII secolo; l'ultimo è Malkiso, che prese parte nel 1265 alla consacrazione del patriarca Denha I. La diocesi è ancora menzionata in una lista di diocesi nestoriane redatta da Abdisho bar Berika, vescovo di Nisibi morto nel 1318. Secondo Fiey, l'eparchia cattolica caldea di Zākhō sarebbe erede dell'antica sede di Beth Nuhadra.
Beth Nuhadra fu anche il nome di una diocesi della Chiesa ortodossa siriaca, attestata dal VII al XIII secolo.

## Cronotassi
- Isacco I † (menzionato nel 410)
- Salomone (o Samuele) † (menzionato nel 497)
- Yazdpanah † (menzionato nel 554)[11]
- Gawsiso † (menzionato nel 585)
- Giovanni I † (menzionato nel 605)
- Awdiso I † (menzionato nel 640 circa)
- Isacco II † (fine del VII secolo)
- Nestorio † (790 - ?)
- Brihiso † (inizio del IX secolo)
- Giovanni II bar Bohatiso † (? - 893 eletto metropolita di Mosul e Erbil)
- Awdiso II bar Aqre † (prima del 961 - 963 eletto patriarca della Chiesa d'Oriente)
- Yahballaha I † (? - 995 eletto metropolita di Nisibi)
- Elia bar Sīnāyā † (15 febbraio 1002 -26 dicembre 1008 eletto metropolita di Nisibi)
- Yahballaha II † (? - 1064 eletto metropolita di Mosul e Erbil)
- Mosé † (menzionato nel 1111)
- Anonimo † (menzionato nel 1134)
- Yahballaha III † (menzionato prima del 1190)
- Giorgio † (menzionato nel 1198)
- Sawriso † (? - prima del 1222 eletto metropolita di Erbil)[12]
- Iso'yaw † (menzionato nel 1257)
- Malkiso † (menzionato nel 1265)